# 이젠산

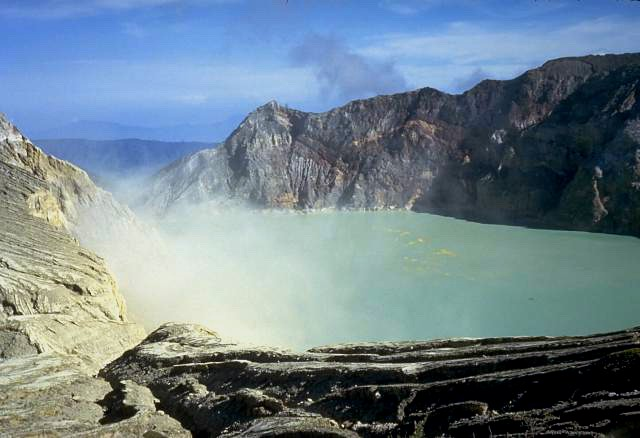
이젠산의 칼데라호

이젠산(Mount Ijen/Gunung Ijen/Kawah Ijen)은 인도네시아의 자와섬에 있는 활화산이다. 이 화산은 성층 화산으로, 정상에 화산호(칼데라호)가 있다. 칼데라호의 물은 청록색으로 보이고, 이곳은 인도네시아의 사람들이 유황을 채취하는 근거지이도 하다. 그리고 칼데라 안의 칼데라호 옆에는 유황 가스가 자욱해서 자칫하면 큰 사고를 불러오기 쉽다고 한다. 브로모 화산에서 8시간을 달려야 이 화산에 도착할 수 있다.

## 이름
이젠산이 정식 명칭이며, 카와 이젠(Kawah Ijen)이라고도 한다.

## 칼데라 안
칼데라 안에 많은 유황이 나오기 때문에 인도네시아 사람들은 이곳에서 유황을 가져가기도 한다.